# Кислородная задолженность
Кислоро́дная задо́лженность — количество кислорода, необходимое для окисления накопившихся в организме при интенсивной мышечной работе недоокисленных продуктов обмена.
Количество кислорода, необходимое для полного обеспечения выполняемой работы, называют кислородным запросом. Но органы кислородного снабжения «тяжелы на подъем», они не могут быстро удовлетворить кислородный запрос. Поэтому образуется кислородная задолженность.
Обычно в общей кислородной задолженности различают две фракции: алактатную и лактатную.
Первую связывают с ресинтезом АТФ и с восполнением израсходованных кислородных резервов организма. Эта часть кислородной задолженности оплачивается очень быстро (не более, чем за 1−1,5 мин.).
Вторая фракция отражает окислительное устранение лактатов (молочной кислоты). Ликвидация лактатной фракции кислородной задолженности происходит более медленными темпами (от нескольких минут до 1,5 часов).